# IBM 홈 페이지 리더
홈 페이지 리더(영어: Home Page Reader, Hpr)는 시각장애인을 위해 고안된 셀프 보이싱 웹 브라우저였다. 이 웹 브라우저는 IBM이 IBM 재팬의 아사카와 지에코의 작품을 개발한 것이다.